# الربان (قصة قصيرة)
الربان (بالألمانية: Der Steuermann) قصة قصيرة ألمانية من تأليف الكاتب التشيكي فرانز كافكا، كتبها في الفترة ما بين عام 1917 وحتى 1923، ولم تنشر القصة خلال فترة حياة كافكا، نشرت في عام 1936 في براغ بعد وفاته باثنتي عشر سنة. القصة تتحدث عن ربان أرغم على ترك وظيفته، وهو يحتج حول رفقائه في العمل الذين رفضوا مساعدته ليستعيد بإنصاف عمله الشرعي.

## القصة
تبدأ القصة بالرواي-وهو الربان نفسه-يدخل في نقاش حاد مع شخص آخر غريب يرفض أن يقبل بالعمل الذي كلفه به الربان. بعد ذلك يدفع بالربان بعيداً ويستولي على القيادة. يذهب الرواي مباشرة إلى رفقائه البحارين لينبئهم بما حدث ويطلب مساعدتهم، ولكنه بدلاً من ذلك يلقى الرفض منهم على الرغم من كونه قائدهم الحقيقي. يظهر لاحقاً أنهم تحت نوع ما من التنويم سلّطه عليهم ذلك الرجل الغريب، فهم ينصاعون لأوامره بدون أي معارضة، مما يترك الراوي متعجباً متسائلاً.

## وصلات خارجية
- الربان، على ويكي مصدر الإنجليزية.